# Phaedra (Britten)
Pour les articles homonymes, voir Phaedra.

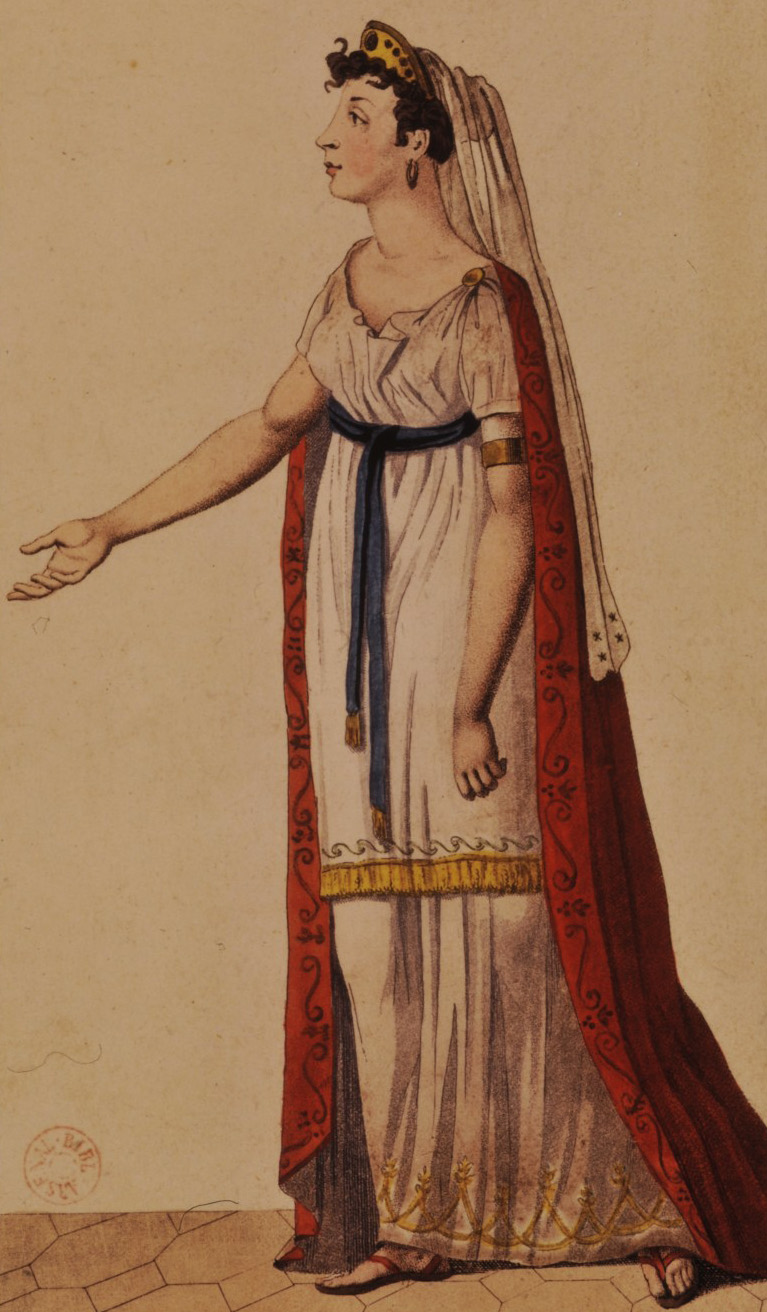
Catherine-Joséphine Duchesnois, actrice française, dans Phèdre de Racine

Phaedra op. 93 est une cantate, dite dramatique, écrite pour mezzo-soprano et orchestre par Benjamin Britten en 1975.
Il s'agit de la dernière composition pour soliste vocale du compositeur, écrite deux ans après une intervention cardiaque et un an avant sa mort. Elle est dédiée à Janet Baker. Britten emploie un petit orchestre de cordes avec des percussions et un clavecin.
L'œuvre a été créée par la dédicataire au festival d'Aldeburgh le 16 juin 1976, sous la direction de Steuart Bedford.
Le texte repose sur des parties du Phèdre de Racine, traduites en anglais par Robert Lowell.
L'œuvre comprend cinq parties et sa durée d'exécution demande environ quinze minutes. Sa structure, alternant airs et récitatifs, rappelle les cantates classiques.
- Prologue
- Récitatif
- Presto : to Hyppolytus
- Récitatif : to Oenone
- Adagio : to Theseus